# کاسپاز ۶
کاسپاز ۶ (انگلیسی: Caspase 6) نام آنزیمی از دستهٔ کاسپازهاست است که در انسان توسط ژن «CASP6» کد می‌شود.
هومولوگ‌های این پروتئین در پستانداران زیادی کشف شده‌است که نقشهٔ کامل ژنوم آنها در دسترس است. هومولوگ‌های خاصی از این پروتئین نیز در پرندگان، مارمولک‌ها، نرم‌دوزیستان و پیوسته‌استخوانان وجود دارد.
کاسپاز ۶ در آپوپتوز، پاسخ اولیهٔ ایمنی و دژنرسانس عصبی در بیماری هانتینگتون و بیماری آلزایمر نقش دارد.
این آنزیم توسط کاسپاز ۷، کاسپاز ۸ و کاسپاز ۹ فعال می‌شود و در این میان، با کاسپاز ۸، «تعامل پروتئین-پروتئین» دارد.
کاسپاز ۶ با کاهش بیان و تولیدِ سیتوکین‌های سرکوب‌گر ایمنی همچون اینترلوکین ۱۰ و همچنین تجزیه و غیرفعال‌کردن IRAK3 (که کارش سرکوب و تضعیف ماکروفاژهاست)، در پاسخ اولیه و زودرس ایمنی نقش مهمی دارد.